# Stenopus zanzibaricus
Stenopus zanzibaricus is een tienpotigensoort uit de familie van de Stenopodidae. De wetenschappelijke naam van de soort is voor het eerst geldig gepubliceerd in 1976 door Bruce.